# Santos Cifuentes Rodríguez
Santos Cifuentes Rodríguez (født 1. november 1870 i Bogotá, Colombia - død 1. september 1932 i Buenos Aires) var en colombiansk komponist, professor, lærer, pianist, bassist, cellist og violinist.
Cifuentes Rodríguez studerede klaver, violin, bas, cello, komposition og teori på Nationalakademiet i Bogotá. 
Han blev herefter lærer og professor i komposition på Santiago Musikkonservatorium.
Senere slog han sig ned i Buenos Aires i Argentina og levede freelance som komponist og lærer.
Cifuentes Rodríguez har komponeret en symfoni, orkesterværker, violinkoncert, kammermusik, korværker etc.

## Udvalgte værker
- Symfoni "Musikalsk daggry" (1893) - for orkester
- Violinkoncert (?) - for violin og orkester